# Abdul Hakim Munib
Maulavi Abdul Hakim Munib (Perzisch: ﻣﺎﻟوﻯ عبدالحكيم ﻣﻮﻨﻴﺐ) (geboren in 1971) is een Afghaans politicus. 
Hij studeerde islamitische studies en volgde cursussen bij het Afghaanse ministerie van Buitenlandse zaken. Hij spreekt Dari en Pashto en een beetje Engels. Op 18 maart 2006 werd hij door president Karzai aangesteld als gouverneur van de provincie Uruzgan, om de corrupte en analfabete krijgsheer Jan Mohammed Khan te vervangen, die de provincie sinds januari 2002 bestuurd had. 
Munib is een Pashtun, van de kleine Ali Khel-stam uit de provincie Paktia. Hij was een hogere ambtenaar op het ministerie van Stammen en Grenszaken in het Taliban-tijdperk, en hij stond op de VN 1267 Sanctions List van personen geassocieerd met de Taliban. Vanwege zijn constructieve opstelling en samenwerking met de regering van Afghanistan werd hij van de sanctielijst verwijderd. In de eerste maanden van zijn gouverneurschap heeft Munib indruk gemaakt met zijn bestuurlijke kennis, maar omdat hij uit een andere provincie komt, heeft hij moeite gehad steun te krijgen van plaatselijke stammen. In januari 2019 werd hij aangesteld als waarnemend minister van Haji en Religieuze Aangelegenheden, tot de installatie van een nieuwe regering in juni 2020.  